# San Torcuato
San Torcuato is een gemeente in de Spaanse provincie en regio La Rioja met een oppervlakte van 10,82 km². San Torcuato telt 59 inwoners (1 januari 2016).

## Demografische ontwikkeling
Bron: INE, 1857-2011: volkstellingen